# Pierre Nora
Pierre Nora (Paris, 17 de novembro de 1931 – 2 de junho de 2025) foi um historiador francês da terceira geração da Escola dos Annales, associado ao campo da chamada Nova História. É reconhecido pelos seus trabalhos sobre a identidade francesa e a memória, o ofício do historiador. Destacou-se, ainda, pelo seu papel como editor em Ciências Sociais. Organizou um livro sobre o conceito lugares de memória, pelo qual recebeu o Prêmio Gobert em 1993.

## Biografia

### Carreira académica
Na década de 1950 foi aluno do Lycée Louis-le-Grand, mas não foi recebido, ao contrário do que comumente se afirma, na Escola Normal Superior de Ulm. Obteve, em seguida, a licenciatura em Filosofia. Tendo recebido a agregação em História em 1958, lecionou no Lycée Lamoricière de Orão (Argélia) em 1960. Nesse período produziu um ensaio publicado com o título de "Les Français d'Algérie" (1961).
Foi bolsista da Fundação Dosne-Thiers, de 1961 a 1963, e assistente, depois professor-assistente, no Institut d'Etudes Politiques de Paris, de 1965 a 1977. A partir de 1977, tornou-se director de estudos na École des hautes études en sciences sociales.
Tomando como referência as contribuições de Halbwachs, em sua obra Les lieux de mémoire, Pierre Nora propõe uma nova História das políticas de memória e uma História das memórias coletivas da França. A valorização de uma História das representações, do imaginário social e da compreensão dos usos políticos do passado pelo presente promoveu uma reavaliação das relações entre história e memória e permitiu aos historiadores repensar as relações entre passado e presente e definir para a história do tempo presente o estudo dos usos do passado. Nora aprofunda ainda a distinção entre o relato histórico e o discurso da memória e das recordações. A história busca produzir um conhecimento racional, uma análise crítica através de uma exposição lógica dos acontecimentos e vidas do passado. A memória é também uma construção do passado, mas pautada em emoções e vivências; ela é flexível, e os eventos são lembrados à luz da experiência subsequente e das necessidades do presente.

### Como editor
Paralelamente, Pierre Nora construiu uma importante carreira como editor. Ingressou em 1964 na Juilliard School, onde criou uma colecção de livros de bolso. Em 1965, juntou-se à Gallimard: a prestigiada editora, já bem instalada no mercado da literatura, desejava desenvolver o seu sector das Ciências Sociais. Foi Nora que desempenhou esta tarefa pela criação de duas importantes colecções: a Biblioteca de ciências humanas, em 1966, e a Biblioteca de história, em 1970. Dirigiu coleções de grande importância, cujos trabalhos foram reconhecidos como referências obrigatórias em seus respectivos campos de pesquisa, a saber:

#### Biblioteca de ciências humanas
- Les Étapes de la pensée sociologique (1967), de Raymond Aron;
- Mythe et épopée (1968–1973), de Georges Dumézil;
- Le Désenchantement du monde (1985), de Marcel Gauchet;
- Les Formes de l'histoire (1978), de Claude Lefort;
- La Seconde Révolution française (1988), de Henri Mendras
- As Palavras e as Coisas (1966) e  A Arqueologia do Saber (1969), de Michel Foucault;[3]

#### Biblioteca de história
- Penser la Révolution française (1978), de François Furet;
- Montaillou (1975), de Emmanuel Le Roy Ladurie;
- A escrita da História (1975), de Michel de Certeau;
- Le Temps des cathédrales (1976), de Georges Duby;
- Saint Louis (1997), de Jacques Le Goff;
- L'Individu, la mort, l'amour (1989), de Jean-Pierre Vernant;
- Histoire vagabonde (1988–1996), de Maurice Agulhon
- História da Loucura (1972), Vigiar e punir (1975) e História da sexualidade (1976–1984), de Michel Foucault.
- Além disso, introduziu na França trabalhos dos pesquisadores estrangeiros Ernst Kantorowicz, Thomas Nipperdey e Karl Polanyi.[4]

Este importante papel concedeu a Nora um certo poder no mercado editorial francês, que o expôs às críticas. Assim, recusou, em 1997, a ser o tradutor do livro de Eric Hobsbawm, Era dos Extremos (1994), em virtude do "compromisso com a causa revolucionária" de Hobsbawm, que reinterpreta os grandes acontecimentos do século XX em torno do comunismo e, especificamente, a rejeição ou medo da União Soviética. Nora afirma que François Furet, que solicitou a tradução do livro, aconselhou-o: "Tradu-lo, sangue bom! Não será o primeiro mau livro que tu publicarás". Serge Halimi, comentou sobre essa "censura" no jornal Le Monde diplomatique.
Em maio de 1980, Nora fundou na Gallimard a revista Le Débat com o filósofo Marcel Gauchet, que se constituiu uma das mais importantes revistas intelectuais francesas.

### Outros trabalhos
Também participou da Fondation Saint-Simon, criada em 1982 por François Furet e Pierre Rosanvallon e dissolvida em 1999.
Nora destacou-se ainda por ter dirigido a obra Lugares de memória, três volumes destinados a fornecer um inventário dos lugares e objetos nos quais se encarna a memória nacional francesa.

### Morte
Nora morreu em 2 de junho de 2025, aos 93 anos, em Paris.

## Distinções

### Prêmios
- Prix Diderot-Universalis em 1988;
- Prix Louise-Weiss de la Bibliothèque nationale em 1991;
- Prix Gobert da Academia Francesa em 1993;
- Grand Prix national de l'histoire em 1993.

### Associação e
Pierra Norra participou de uma série de instituições importantes da França, das quais se destacam:
- Membro do Conselho de Administração da Bibliothèque nationale de France de 1997 a 2000;
- Membro do Conselho Científico da École nationale des chartes após 1991.

### Honrarias
- Eleito à cadeira de n° 27 da Academia Francesa, em 7 de junho de 2001, sucedendo Michel Droit. Recebeu o discurso de recepção a 6 de junho de 2002 por René Rémond.
- Comendador da Ordem Nacional da Legião de Honra, em 2006;
- Oficial da Ordem Nacional do Mérito;
- Comendador da Ordem das Artes e das Letras.